# Турчок (потік)
Турчок (словац. Turčok) — річка в Словаччині, ліва притока Турця, протікає в окрузі Ревуца.
Довжина — 9.3 км. Витік знаходиться в масиві Ревуцька-Верховина — на висоті 420 метрів. Протікає територією сіл Турчок і Каменяни.
Впадає в Турієц на висоті 245 метрів.